# Oster-Lilie
Die Oster-Lilie (Lilium longiflorum), nach ihrem ehemaligen Hauptanbaugebiet auch Bermuda-Lilie genannt, ist eine Art aus der Gattung der Lilien (Lilium) in der Sektion Leucolirion innerhalb der Familie der Liliengewächse (Liliaceae). Die Oster-Lilie ist die einzige Lilienart, die von größerer wirtschaftlicher Bedeutung ist.

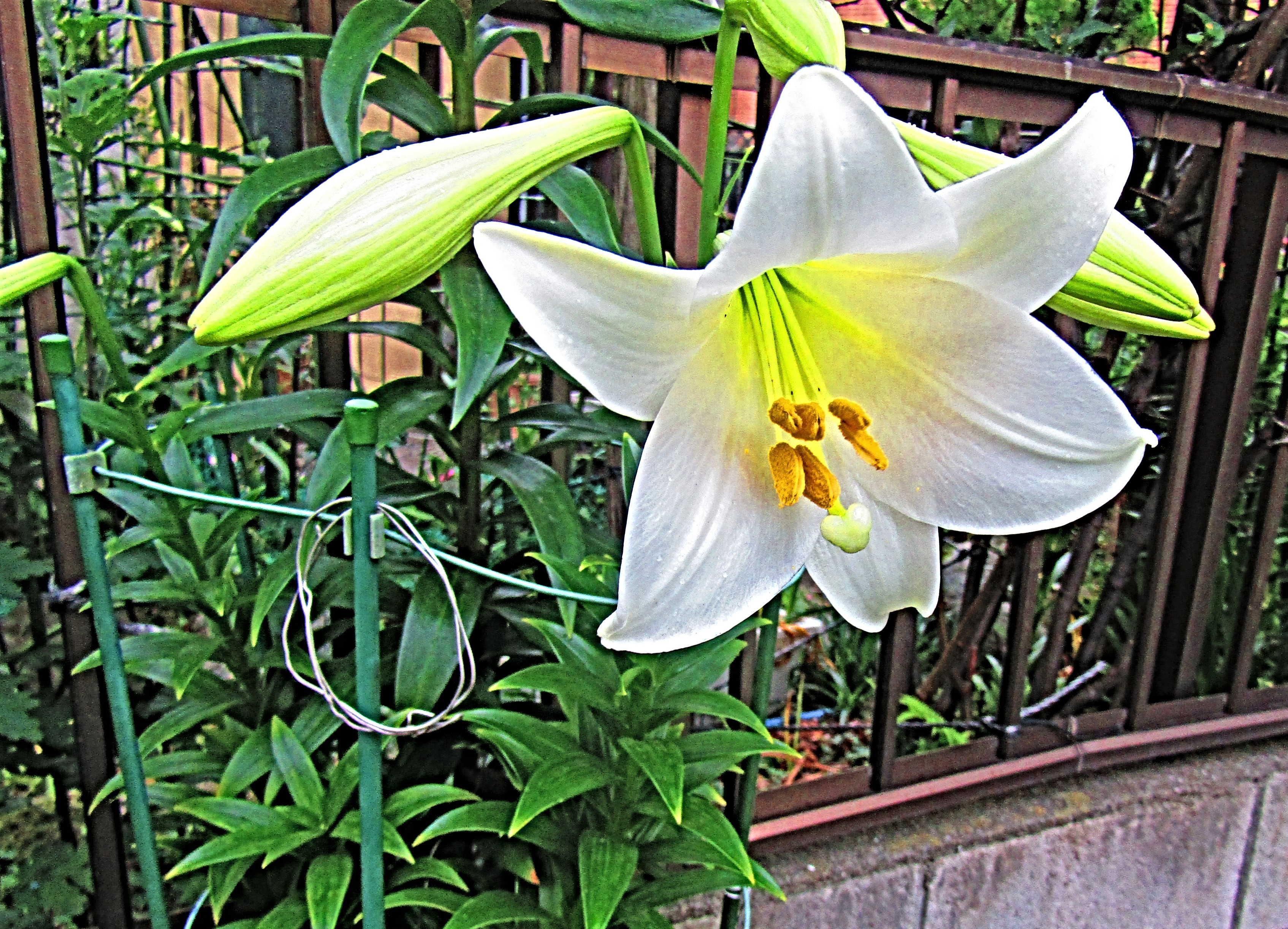
Oster-Lilie (Lilium longiflorum)

## Beschreibung
Die Oster-Lilie ist eine ausdauernde krautige Pflanze, die Wuchshöhen zwischen 45 und 100 Zentimetern erreicht. Die 2,5 bis 5 Zentimeter große, runde bis annähernd runde Zwiebel hat weiße Schuppen. Der raue Stängel ist grün und am Ansatz schwach rot überlaufen. Die verteilt stehenden, linealischen bis länglich-lanzettlichen und beidseitig unbehaarten Laubblätter sind 8 bis 15 Zentimeter lang und 1 bis 1,8 Zentimeter breit.
Von Mai bis Juli bilden die Pflanzen ein bis drei trompetenförmige, horizontale bis leicht nickende, äußerst stark duftende Blüten an bis zu 3 Zentimeter langen Blütenstielen. Die Tragblätter sind lanzettlich bis eiförmig-lanzettlich, rund 8 Zentimeter lang und 1 bis 1,4 Zentimeter breit. Die Blüte ist bis zu 19 Zentimeter lang und reinweiß, nur auf der Außenseite zum Ansatz hin grün überhaucht. Die umgekehrt-lanzettlichen Blütenhüllblätter des äußeren Blütenblattkreises sind 13 bis 18 Zentimeter lang und 2,5 bis 4 Zentimeter breit, die des inneren geringfügig breiter, die Nektarrinnen sind nicht papillös. Die Staubblätter sind haarlos und 8 bis 15 Zentimeter lang, die Staubbeutel purpurn oder gelb und zwischen 5 und 8 Millimeter lang. Der Griffel erreicht eine Länge von 6 bis 7 Zentimetern, der Fruchtknoten ist zylindrisch und 4 bis 4,5 Zentimeter lang. Die Kapselfrucht reift von August bis September, der Samen keimt sofortig-epigäisch.

## Chromosomen
Die Chromosomenzahl beträgt 2n = 24.
Das Genom gehört wie das anderer Lilien mit etwa 9·1010 Basenpaaren zu den größten bekannten Genomen überhaupt.

## Verbreitung
Die Oster-Lilie ist heimisch auf den japanischen Ryūkyū-Inseln zwischen Kyushu und Okinawa, wo sie als „Teppouyuri“ (テッポウユリ) bekannt ist, sowie im äußersten Norden Taiwans, die taiwanesischen Vorkommen sind allerdings möglicherweise auf Verschleppung durch den Menschen zurückzuführen.
Die Bestände finden sich unmittelbar an der Küste und an Klippen, selten weiter landeinwärts auf kalkhaltigen, steinigen Böden, in Taiwan in Höhenlagen zwischen 0 und 500 Metern.

## Taxonomie und Systematik
Die Oster-Lilie ist 1794 von Carl Peter Thunberg in Transactions of the Linnean Society of London Band 2 Seite 333 erstbeschrieben worden. Seither wurden zahlreiche Unterarten, Varietäten und Formen beschrieben, von denen mittlerweile nur noch eine anerkannt wird, nämlich die Varietät:
- Lilium longiflorum var. scabrum Masam.: Laubblätter linealisch, 20 bis 25 Zentimeter lang und 0,8 bis 1,2 Zentimeter breit, endemisch in Taiwan.

Die engste Verwandte der Oster-Lilie ist Lilium formosanum, zur selben Klade gehören außerdem Lilium wallichianum und Lilium philippinense, Schwesterart ist Lilium brownii. Viele dieser Arten oder ihrer Untertaxa wurden zeitweise auch als Varietät zur Oster-Lilie gestellt, so zum Beispiel Lilium formosanum, Lilium wallichianum var. neilgherrense und Lilium brownii var. viridulum, aber auch Lilium leucanthum var. chloraster. Die Verwandtschaftsverhältnisse sind in folgendem Kladogramm dargestellt:
|  | Lilium formosanum                                                            |
|  |                                                                              |
|  | \| \| Lilium philippinense \| \| \| \| \| \| Lilium wallichianum \| \| \| \| |
|  |                                                                              |
|  | Lilium philippinense                                                         |
|  |                                                                              |
|  | Lilium wallichianum                                                          |
|  |                                                                              |

|  | Lilium philippinense |
|  |                      |
|  | Lilium wallichianum  |
|  |                      |

|  | Lilium formosanum                                                            |
|  |                                                                              |
|  | \| \| Lilium philippinense \| \| \| \| \| \| Lilium wallichianum \| \| \| \| |
|  |                                                                              |
|  | Lilium philippinense                                                         |
|  |                                                                              |
|  | Lilium wallichianum                                                          |
|  |                                                                              |

|  | Lilium philippinense |
|  |                      |
|  | Lilium wallichianum  |
|  |                      |

|  | Lilium formosanum                                                            |
|  |                                                                              |
|  | \| \| Lilium philippinense \| \| \| \| \| \| Lilium wallichianum \| \| \| \| |
|  |                                                                              |
|  | Lilium philippinense                                                         |
|  |                                                                              |
|  | Lilium wallichianum                                                          |
|  |                                                                              |

|  | Lilium philippinense |
|  |                      |
|  | Lilium wallichianum  |
|  |                      |

|  | Lilium formosanum                                                            |
|  |                                                                              |
|  | \| \| Lilium philippinense \| \| \| \| \| \| Lilium wallichianum \| \| \| \| |
|  |                                                                              |
|  | Lilium philippinense                                                         |
|  |                                                                              |
|  | Lilium wallichianum                                                          |
|  |                                                                              |

|  | Lilium philippinense |
|  |                      |
|  | Lilium wallichianum  |
|  |                      |

## Bedeutung

### Floristik
Die Oster-Lilie ist die als Schnittblume bedeutendste Lilien-Art und gehört zu den das ganze Jahr über gehandelten Schnittblumen.
Anfang des 20. Jahrhunderts waren die Bermudas Hauptanbaugebiet, da die dort produzierten Zwiebeln aber, wegen des auf den Bermudas sehr verbreiteten Pflanzenpathogens Colletotrichum lilii, von minderwertiger Qualität waren, wurden sie seit den 1920er und 1930er Jahren in großen Mengen aus Japan in die USA exportiert. Mit dem Embargo japanischer Waren im Zweiten Weltkrieg brach die Versorgung zusammen. Nach einigen Versuchen erwiesen sich die nordwestlichen Staaten der USA (Kalifornien, Oregon) als optimales Anbaugebiet, bis heute sind sie das Hauptangebiet Nordamerikas. Von besonderer Bedeutung als Schnittblumen waren dabei die Sorten „Georgia“ (erfolgreich in den 1960ern), „Ace“ (bis Ende der 1970er) und „Nellie White“ (die gegenwärtig bedeutendste Sorte weltweit). Jedes Jahr wurden hier Anfang der 1990er Jahre über 10 Millionen Pflanzen produziert.
Bis weit in die 1980er war Japan noch Hauptlieferant für Lilien in Europa, von 1970 bis 1985 wurden hier jährlich zwischen 30 und 40 Millionen Zwiebeln der Oster-Lilie produziert. Mit der zunehmenden Marktvorherrschaft durch niederländische Produzenten in Europa ging der Marktanteil Japans hier immer weiter zurück, 1992 wurden im Hauptanbaugebiet Kagoshima auf rund 180 Hektar nur noch rund 20 Millionen Zwiebeln pro Jahr produziert, hauptsächlich für den lokalen Schnittblumenmarkt, weitere Anbaugebiete sind Koochi und Fukuoka. 90 % der Zwiebeln gehören zur 1944 aus einer natürlichen Population auf der Insel Yakushima selektierten Sorte „Hinomoto“, die restlichen 10 % sind „Georgia“, „Okinosiratae“ und „Erabunohikari“.
Die Oster-Lilie ist -neben Lilium formosanum- ein Elternteil der wirtschaftlich bedeutenden Hybride Lilium x formolongi.

Frühe Anzeige für das aus der Oster-Lilie hergestellte Parfüm „Lili Bermuda“

### Sonstiges
Seit 1928 wird auf den Bermudas aus dem Duft der Oster-Lilie ein eigenständiges Parfüm erzeugt, „Lili Bermuda“.
In der Pflanzenphysiologie ist die Oster-Lilie ein häufig verwendeter Modellorganismus bei pollenphysiologischen Untersuchungen.